# Allieae
Allieae es una tribu perteneciente a la subfamilia Allioideae de la familia de las amarilidáceas. Comprende un solo género, Allium, distribuido en zonas templadas del Hemisferio Norte. Los bulbos no presentan almidón, las hojas son más o menos unifaciales, la corola es connada en su parte basal, no presentan corona o paraperigonio. Los estambres son connados basalmente o adnatos a la corola y presentan filamentos alados. Las células del tapete de las anteras son mononucleares. Los  óvulos, en número de 2 a 14 por carpelo, son epítropos. El estilo es sólido y ginobásico. El endosperma es celular y el embrión curvo. El número cromosómico básico más frecuente es x =8, no obstante se han señalado especies con x=7 y x=9. La poliploidía y la apomixis son bastante frecuentes entre las especies de Allium.